# 하이퍼 (잡지)
하이퍼(Hyper)는 호주의 멀티 플랫폼 비디오 게임 잡지였다. 1993년부터 2019년까지 발행된 호주에서 가장 오래 운영되는 게임 잡지였다.
하이퍼는 현재 주요 비디오 게임 시스템 및 게임 릴리스에 대한 보도 외에도 애니메이션, DVD 영화, 아케이드 및 클래식 게임을 다루고 업계 전문가와의 특집 인터뷰와 게임 분류, 컴퓨터 하드웨어 및 비디오 게임 음악과 같은 게임 관련 콘텐츠에 대한 기사를 다루었다. 하이퍼에는 PC 게임 중심의 PC 파워플레이라는 자매 잡지도 있었다.

## 직원

### 이전 편집자
- 스튜어트 클라크(1993-1996)
- 댄 토스(1996-1999)
- 엘리엇 피쉬 (1999–2004)
- 캠 시어(2005~2007)
- 다니엘 윌크스(2007–2010, 2013–2018)
- 앤서니 포드햄(2010)
- 딜런 번스(2010)
- 데이비드 와일드구스(2011~2013)

### 전 부편집장
- 앤드류 험프리스
- 벤 만실
- 모리스 브랜스컴
- 대런 웰스